# Nicòmac (ambaixador)
Nicòmac (en llatí Nicomachus, en grec antic Νικόμαχος "Nikómachos") fou un ambaixador selèucida natural de Rodes.
Fou comissionat del general Aqueos, el general rebel contra Antíoc III el Gran, per negociar amb Ptolemeu IV Filopàtor i amb altres estats. Nicòmac, junt amb Melancomes, fou un dels que va recomanar el general a Bolis, un agent de Sosibi (Sosibios) el ministre de Ptolemeu, que en lloc de protegir-lo, el va trair i el va entregar a Antíoc.